# Mare Chronium
Mare Chronium  è una caratteristica di albedo della superficie di Marte.